# Várkonyi András (színművész)
Várkonyi András (Székesfehérvár, 1949. július 26. –) magyar színész, szinkronszínész, író.

## Pályája
Édesapja, Várkonyi Endre Aranytoll-díjas újságíró (1926–2020), édesanyja lektor volt. Általános és középiskolai tanulmányait Budapesten végezte. A budapesti Kossuth Zsuzsa Gimnázium tanulója volt. Közben a Pinceszínházban is játszott főszerepeket, s ezzel párhuzamosan publikált is, különböző lapokban novellái, riportjai jelentek meg.
Az érettségi után először – fizikai munka mellett – a Vígszínházban játszott 10–15 mondatos szerepeket, majd egyszerre vették fel a Színművészeti Főiskolára, földi kísérőnek Ferihegyre és bemondónak a rádióba. A Színművészeti Főiskola mellett döntött, ahol Pártos Géza osztályában tanult, azonban diplomát nem szerzett. 1969 és 1971 között a Békés Megyei Jókai Színházban játszott, majd 1971 és 1974 között a kaposvári Csiky Gergely Színház tagjaként működött.
Nyaranta bárzongoristaként dolgozott a Balatonon. Itt érte a Vidám Színpad felkérése, valamint az ELTE Bölcsészkarának sikeres felvételije is. 1974 és 1985 között a Vidám Színpad tagja volt, s közben 1978-ban elvégezte az ELTE-t is. 1984–1986-ban dramaturg volt, egy darabját, a Szupermancsot be is mutatták. 1986 óta szabadfoglalkozású művész.
1998 és 2021 között a Barátok közt Kertész Vilmosa (Vili bácsija). 2010-ben játszott a Ken Follett regényéből készült A katedrális (The Pillars of the Earth) című minisorozatban. 2011-ben Borkóstoló címmel zenei albumot jelentetett meg. A Borkóstoló dalhoz videóklip is készült a művész főszereplésével. 2013-ban súlyos szívproblémája miatt távozni kényszerült néhány hónapra a Barátok köztből, azonban sikeres szívműtéte után visszatért a képernyőre.
Társulati tag lett Fodor Zsókával együtt a 2013-tól ismét állandó helyen működő Vidám Színpadon. 2017-től a Talent Studio oktató tanára.
A Csillagok Háborúja világában ő a narrátora A klónok háborúja (2008-2020) sorozatának, de vannak egyéb szerepei is, úgymint Plo Koon (2. évad), Wat Tambor, Zinn Paulness, Rex százados (3. hang), Yoda (4. hang). Valamint szintén narrátor a LEGO Star Wars: Padawan bajkeverők (2011) és a LEGO Star Wars: A birodalom hazavág (2012) animációsfilmekben.

## Díjai, elismerései
- Pepita-díj – arany fokozat (2012)

## Szerepeiből
Közel 200 filmben szinkronizált, kb. 50 filmben szerepelt, ebből 20 nyugati mozi.

### Külföldi filmek
- Trésor des Templiers Le
- Minden ember halandó
- Ashenden (1991)
- Rasputin (1996)
- Je suis vivante et je vous aime (1998)
- Catfael
- Bűn és bűnhődés
- Élek és szeretlek benneteket
- Robin des bois, la véritable histoire[3] (Robin Hood, az igazi történet) – fogadós (2015)

### Hazai filmek és tv-játékok
- Linda
- Kisváros
- Mesélő cégtáblák (narrátor)
- Buhera mátrix (2006)
- Barátok közt (1998–2021[4])
- Esti Kornél csodálatos utazása (1995)
- Szomszédok (1988–1996)
- Nyolc évszak (1987)
- Rejtekhely (1978)
- Patika (1973)
- Menni, vagy nem menni?[5]
- Ha egy jelző nem működik...[6]

### Szinkronhangok
- Arizonai ördögfióka: Peter Benedek
- Valkűr: Kevin McNally
- Haláli fegyver: Erik Estrada
- Némó nyomában
- Megperzselt szívek: Vincent – Jean Sorel
- Murder One: Louis Hines – John Fleck
- Esmeralda: Melesio – Ignacio López Tarso
- Az elnök emberei: Leo Thomas McGarry – John Spencer
- Firefly: Shepherd Derrial Book – Ron Glass
- Fekete nyíl: Keller – Maurizio Donadoni
- Fekete gyöngy: Zacarías Gómez – José María López
- Capri - Az álmok szigete: Helmut – Dietrich Hollinderbäumer
- Második esély: Gustavo Contreras – Fred Valle
- A panamai szabó: Rafi Domingo – Mark Margolis
- Időzített bomba: Pops karmester – Craig Richard Nelson
- A csodabogár: John Ringold professzor – Jeffrey DeMunn
- Taxi: Gibert felügyelő – Bernard Farcy
- Tiszta románc: Lee Donowitz – Saul Rubinek
- Titanic: Thomas Andrews – Victor Garber
- Transformers: A bukottak bosszúja: Röptűz
- És a zenekar játszik tovább…: Dr. Luc Montagnier – Patrick Bauchau
- Eva Luna: Ricardo – Raúl Xiques
- Dragon Ball GT: Dr. Gero
- Castle: Roy Montgomery kapitány – Ruben Santiago-Hudson
- Rejtélyek városkája: Stanford "Ford" Pines
- Ki vagy, doki? (Az elkárhozottak utazása): Hardaker kapitány – Geoffrey Palmer
- Ki vagy, doki? (Karácsonyi ének): Kazran és Elliot Sardick – Michael Gambon
- Star Wars: A Rossz Osztag: Narrátor – Tom Kane
- A Zeppelin: Altschul professzor – Marius Goring
- Hupikék törpikék 2021: Törpapa[7]
- Egy csodálatos asszony: Enver Sarikadi[8]

## Művei
- Thália mostohafia (Kozmosz Könyvek, Budapest, 1979) ISBN 963-211-293-8[9]
- Szupermancs (Kolibri Könyvkiadó, Budapest, 1990) ISBN 963-8115-00-9[10]